# Notommata stitista
Notommata stitista är en hjuldjursart som beskrevs av Myers 1937. Notommata stitista ingår i släktet Notommata och familjen Notommatidae. Inga underarter finns listade i Catalogue of Life.